# Gruchet-Saint-Siméon
Gruchet-Saint-Siméon est une commune française située dans le département de la Seine-Maritime en région Normandie.

## Géographie

### Localisation
Gruchet-Saint-Siméon est limitrophe par le sud-ouest de Luneray. Il se trouve à 19 km à vol d'oiseau au sud-ouest de Dieppe, 44 km au nord-ouest de Rouen, 25 km au nord-est d'Yvetot, 38 km à l'est de Fécamp et à 9 km au nord du littoral de la Manche.
La commune se trouve dans l'aire d'attraction de Luneray ainsi que dans son unité urbaine et dans son bassin de vie. Elle fait partie de la zone d'emploi de Dieppe - Caux maritime.

### Communes limitrophes
Les communes limitrophes sont Crasville-la-Rocquefort, Fontaine-le-Dun, La Gaillarde, Luneray et Saint-Pierre-le-Viger.

### Géologie et relief
La superficie de la commune est de 2,63 km2 ; son altitude varie de 69  à   94 mètres.

### Hydrographie
La commune est située dans le bassin Seine-Normandie. Elle n'est drainée par aucun cours d'eau,.

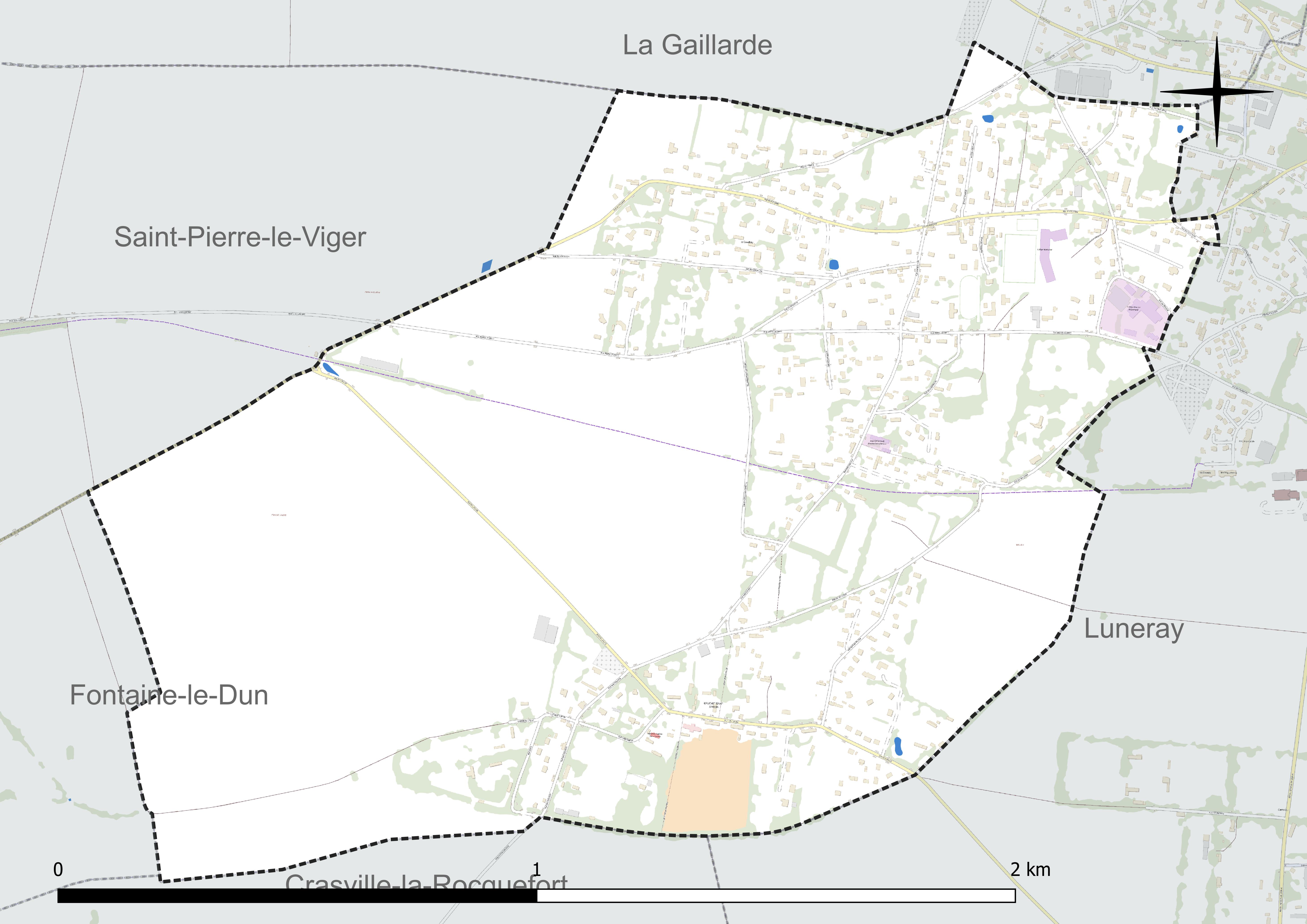
Réseau hydrographique de Gruchet-Saint-Siméon.

### Climat
Pour des articles plus généraux, voir Climat de la Normandie et Climat de la Seine-Maritime.
En 2010, le climat de la commune est de type climat océanique franc, selon une étude du CNRS s'appuyant sur une série de données couvrant la période 1971-2000. En 2020, Météo-France publie une typologie des climats de la France métropolitaine dans laquelle la commune est exposée à un climat océanique et est dans la région climatique Côtes de la Manche orientale, caractérisée par un faible ensoleillement (1 550 h/an) ; forte humidité de l’air (plus de 20 h/jour avec humidité relative > 80 % en hiver), vents forts fréquents. Parallèlement le GIEC normand, un groupe régional d’experts sur le climat, différencie quant à lui, dans une étude de 2020, trois grands types de climats pour la région Normandie, nuancés à une échelle plus fine par les facteurs géographiques locaux. La commune est, selon ce zonage, exposée à un « climat maritime », correspondant au Pays de Caux, frais, humide et pluvieux, légèrement plus frais que dans le Cotentin.
Pour la période 1971-2000, la température annuelle moyenne est de 10,4 °C, avec une amplitude thermique annuelle de 12,6 °C. Le cumul annuel moyen de précipitations est de 905 mm, avec 13,1 jours de précipitations en janvier et 8,6 jours en juillet. Pour la période 1991-2020, la température moyenne annuelle observée sur la station météorologique la plus proche, située sur la commune de Dieppe à 18 km à vol d'oiseau, est de 11,3 °C et le cumul annuel moyen de précipitations est de 805,2 mm,. Pour l'avenir, les paramètres climatiques de la commune estimés pour 2050 selon différents scénarios d’émission de gaz à effet de serre sont consultables sur un site dédié publié par Météo-France en novembre 2022.

## Urbanisme

### Typologie
Au 1er janvier 2024, Gruchet-Saint-Siméon est catégorisée bourg rural, selon la nouvelle grille communale de densité à sept niveaux définie par l'Insee en 2022.
Elle appartient à l'unité urbaine de Luneray, une agglomération intra-départementale regroupant quatre  communes, dont elle est une commune de la banlieue,,.
Par ailleurs la commune fait partie de l'aire d'attraction de Luneray, dont elle est une commune du pôle principal,. Cette aire, qui regroupe 8 communes, est catégorisée dans les aires de moins de 50 000 habitants,.

### Occupation des sols

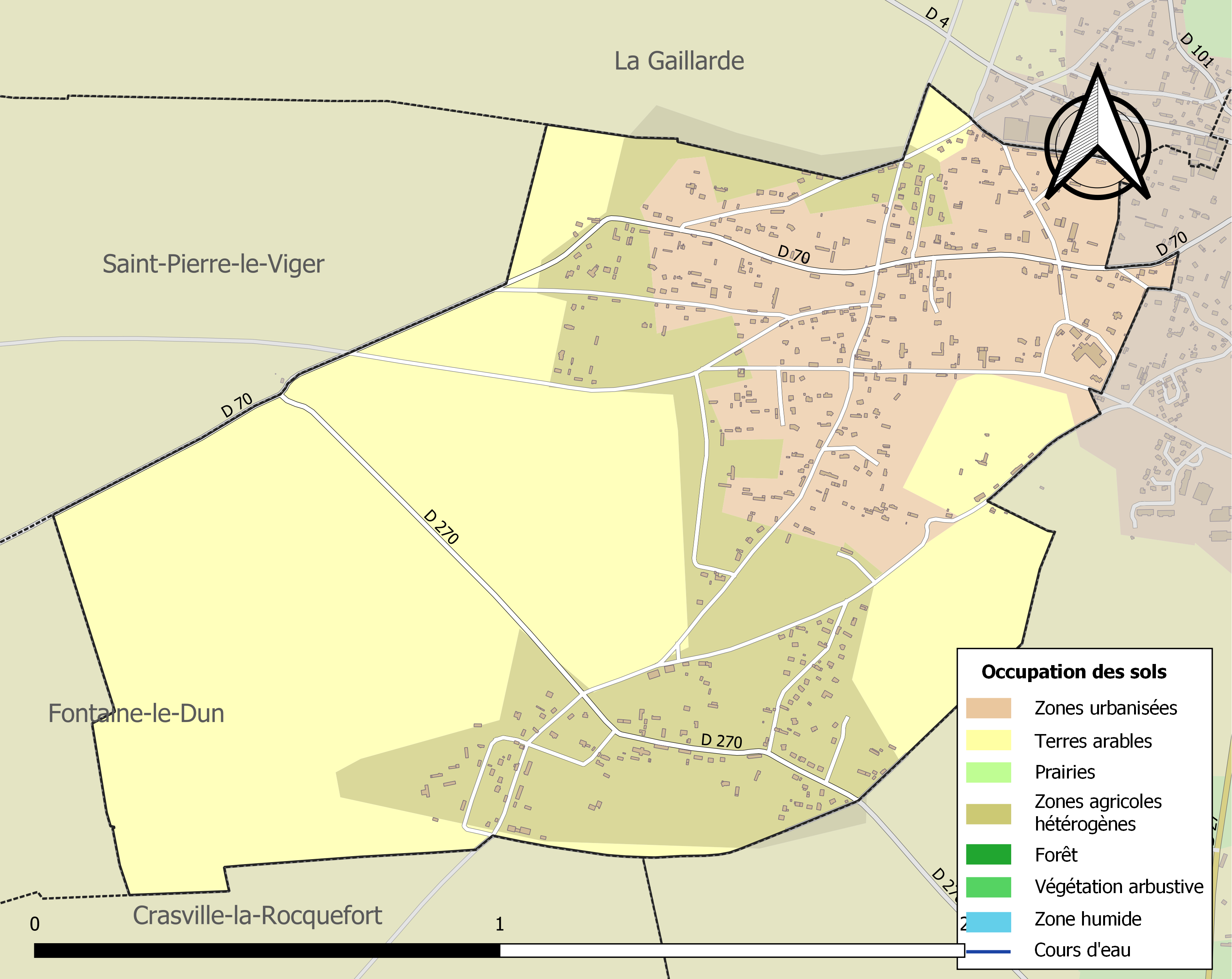
Carte des infrastructures et de l'occupation des sols de la commune en 2018 (CLC).

L'occupation des sols de la commune, telle qu'elle ressort de la base de données européenne d’occupation biophysique des sols Corine Land Cover (CLC), est marquée par l'importance des territoires agricoles (78 % en 2018), en diminution par rapport à 1990 (79,9 %).
La répartition détaillée en 2018 est la suivante : terres arables (52,8 %), zones agricoles hétérogènes (25,1 %), zones urbanisées (22 %).
L'évolution de l’occupation des sols de la commune et de ses infrastructures peut être observée sur les différentes représentations cartographiques du territoire : la carte de Cassini (XVIIIe siècle), la carte d'état-major (1820-1866) et les cartes ou photos aériennes de l'IGN pour la période actuelle (1950 à aujourd'hui).

### Lieux-dits, hameaux et écarts
Le hameau du Coudray, au nord du chef-lieu, est en continuité urbaine de Luneray.

### Habitat et logement
En 2021, le nombre total de logements dans la commune était de 365, alors qu'il était de 346 en 2016 et de 334 en 2011.
Parmi ces logements, 81,3 % étaient des résidences principales, 12,1 % des résidences secondaires et 6,6 % des logements vacants. Ces logements étaient pour 98,6 % d'entre eux des maisons individuelles et pour 1,1 % des appartements.
Le tableau ci-dessous présente la typologie des logements à Gruchet-Saint-Siméon en 2021 en comparaison avec celle de la Seine-Maritime et de la France entière. Une caractéristique marquante du parc de logements est ainsi une proportion de résidences secondaires et logements occasionnels (12,1 %) supérieure à celle du département (4,1 %) et à celle de la France entière (9,7 %).
| Typologie                                               | Gruchet-Saint-Siméon | Seine-Maritime | France entière |
| ------------------------------------------------------- | -------------------- | -------------- | -------------- |
| Résidences principales (en %)                           | 81,3                 | 88             | 82,2           |
| Résidences secondaires et logements occasionnels (en %) | 12,1                 | 4,1            | 9,7            |
| Logements vacants (en %)                                | 6,6                  | 7,9            | 8,1            |

### Énergie
En 2023/2024, l'entreprise Valéco envisage la création dans la commune d'un ensemble de deux éoliennes de grande hauteur (210 m.), suscitant des opositions locales et associatives,.

## Toponymie
Le nom de la localité est attesté sous les formes Gauterius de Groteth vers 1126; De feodo Ricardi de Grouciet en 1133; Valerannus de Grochet en 1177 et 1178; Grocet vers 1200; Grechet en 1287; Ecclesia de Groucet vers 1240; Grouchet entre 1319, 1403 et 1422; Grouchet en 1337 et en 1431 (Longnon); Seigneurie de Grouchet en 1390 et 1393; Gruchet Saint Siméon en 1478;  Ecclesie Sancti Simonis de Grucheto en 1493; Ecclesie Sancti Simonis de Gruchet en 1501; Capella S. Johannis in manerio de Grouchet en 1516; Saint Symeon de Gruchet en 1552; Gronchet en 1648; Chapelle Saint Jean de Gruchet en 1714; Gruchet Saint Simeon entre 1704 et 1738 (Pouillés).
Saint Siméon est le saint patron de la paroisse.

## Politique et administration

### Rattachements administratifs et électoraux

#### Rattachements administratifs
La commune se trouve dans l'arrondissement de Dieppe du département de la Seine-Maritime.
Elle faisait partie depuis 1801 du canton de Bacqueville-en-Caux. Dans le cadre du redécoupage cantonal de 2014 en France, cette circonscription administrative territoriale a disparu, et le canton n'est plus qu'une circonscription électorale.

#### Rattachements électoraux
Pour les élections départementales, la commune fait partie depuis 2014 du canton de Luneray.
Pour l'élection des députés, elle fait partie de la dixième circonscription de la Seine-Maritime.

### Intercommunalité
Gruchet-Saint-Siméon était membre de la communauté de communes Saâne et Vienne, un établissement public de coopération intercommunale (EPCI) à fiscalité propre créé fin 2001 et auquel la commune avait transféré un certain nombre de ses compétences, dans les conditions déterminées par le code général des collectivités territoriales.
Dans le cadre des dispositions de la loi portant nouvelle organisation territoriale de la République du 7 août 2015, qui prévoit que les établissements publics de coopération intercommunale (EPCI) à fiscalité propre doivent avoir un minimum de 15 000 habitants, cette intercommunalité a fusionné avec ses voisines pour former, le 1er janvier 2017, la communauté de communes Terroir de Caux, dont est désormais membre la commune.

### Liste des maires
| Période                                  | Période                      | Identité               | Étiquette | Qualité                                                  |
| ---------------------------------------- | ---------------------------- | ---------------------- | --------- | -------------------------------------------------------- |
| Les données manquantes sont à compléter. |                              |                        |           |                                                          |
| 1793                                     | 1796                         | Michel Bailleul        |           |                                                          |
| 1796                                     | 1808                         | Jacques Buttell        |           |                                                          |
| 1808                                     | 1824                         | Pierre Demarais        |           |                                                          |
| 1824                                     | 1831                         | Pierre Thieury         |           |                                                          |
| 1831                                     |                              | François Thieury       |           |                                                          |
| 1831                                     | 1867                         | Jean Boullen           |           |                                                          |
| 1867                                     | 1870                         | Pierre Blondel         |           |                                                          |
| 1870                                     | 1871                         | Auguste Boullen        |           |                                                          |
| 1871                                     | 1879                         | Eugène Demarest        |           |                                                          |
| 1879                                     | 1882                         | Pierre Blondel         |           |                                                          |
|                                          |                              |                        |           |                                                          |
| 1892                                     | 1908                         | Pierre Blondel         |           |                                                          |
| 1908                                     | 1917                         | Adolphe Blondel        |           |                                                          |
| 1917                                     | 1918                         | Micaël Pillon          |           |                                                          |
| 1918                                     |                              | Adolphe Blondel        |           |                                                          |
| 1918                                     | 1920                         | Émile Gallet           |           |                                                          |
| 1920                                     | 1928                         | Jacques Collen         |           |                                                          |
| 1928                                     | 1940                         | Émile Gallet           |           |                                                          |
| 1940                                     | 1941                         | Georges Thieury        |           |                                                          |
| 1941                                     | 1946                         | André Blondel          |           |                                                          |
| 1946                                     | 1956                         | André Lecomte          |           |                                                          |
| 1956                                     |                              | Abel Collen            |           |                                                          |
| 1956                                     | 1968                         | André Blondel          |           |                                                          |
| 1968                                     | 1999                         | René Blin              |           |                                                          |
| 1999                                     | avril 2014                   | Jean-Paul Meegens      | LR        |                                                          |
| avril 2014                               | décembre 2024                | Jean-Christophe Dalle  |           | Ingénieur ou cadre technique d'entreprise Démissionnaire |
| janvier 2025                             | En cours (au 8 janvier 2025) | Jean-François Sopalski |           | Retraité EDF                                             |

## Équipements et services publics

### Enseignement
Le nouveau collège Maurice-Maeterlinck a ouvert à la rentrée 2023/2024 en remplacement d'un établissement situé à Luneray. Il peut accueillir 5800 élèves dans ses 19 salles banalisées, quatre salles de sciences, deux salles de technologie, une salle informatique, une salle d’arts plastiques, une salle de musique, pour un coût de plus de 350 millions d'euros

## Population et société

### Démographie
L'évolution du nombre d'habitants est connue à travers les recensements de la population effectués dans la commune depuis 1793. Pour les communes de moins de 10 000 habitants, une enquête de recensement portant sur toute la population est réalisée tous les cinq ans, les populations de référence des années intermédiaires étant quant à elles estimées par interpolation ou extrapolation. Pour la commune, le premier recensement exhaustif entrant dans le cadre du nouveau dispositif a été réalisé en 2005.

En 2022, la commune comptait 687 habitants, en évolution de +0,59 % par rapport à 2016 (Seine-Maritime : +0,35 %, France hors Mayotte : +2,11 %).
| 1793 | 1800 | 1806 | 1821 | 1831 | 1836 | 1841 | 1846 | 1851 |
| ---- | ---- | ---- | ---- | ---- | ---- | ---- | ---- | ---- |
| 310  | 320  | 341  | 367  | 930  | 949  | 964  | 970  | 975  |

| 1856 | 1861  | 1866  | 1872 | 1876 | 1881 | 1886 | 1891 | 1896 |
| ---- | ----- | ----- | ---- | ---- | ---- | ---- | ---- | ---- |
| 983  | 1 023 | 1 040 | 950  | 974  | 875  | 874  | 843  | 841  |

| 1901 | 1906 | 1911 | 1921 | 1926 | 1931 | 1936 | 1946 | 1954 |
| ---- | ---- | ---- | ---- | ---- | ---- | ---- | ---- | ---- |
| 833  | 810  | 752  | 661  | 627  | 622  | 623  | 667  | 647  |

| 1962 | 1968 | 1975 | 1982 | 1990 | 1999 | 2005 | 2006 | 2010 |
| ---- | ---- | ---- | ---- | ---- | ---- | ---- | ---- | ---- |
| 647  | 612  | 597  | 601  | 633  | 661  | 693  | 695  | 700  |

| 2015 | 2020 | 2022 | - | - | - | - | - | - |
| ---- | ---- | ---- | - | - | - | - | - | - |
| 687  | 686  | 687  | - | - | - | - | - | - |

## Culture locale et patrimoine

### Lieux et monuments
- Église Saint-Siméon : la nef est du XVIe siècle, le chœur est du XVIIe siècle et une restauration complète a eu lieu au XIXe siècle.

### Héraldique
| Blason de Gruchet-Saint-Siméon | Blason  | Écartelé :au 1) et au 4) d’azur à la croix alésée d’or, au deuxième d’argent au lion couronné de gueules, au 3) d’argent à l’aigle bicéphale de gueules. |
| Blason de Gruchet-Saint-Siméon | Détails | Le statut officiel du blason reste à déterminer. |

## Pour approfondir